# 2023年聯合國氣候變化大會
2023年聯合國氣候變化大會又稱第28届联合国气候变化大会，簡稱第28屆締約國會議 （COP28），於2023年11月30日至12月12日在阿拉伯聯合大公國（簡稱阿聯酋）杜拜世博城舉辦。1992年首屆聯合國環境與發展會議迄今，每年都會舉辦COP。各國政府透過會議來達成協議：制定政策來限制全球升溫，進行調適以因應全球暖化。
本次會議涵蓋三個國際公約締約國會議，包含《联合国气候变化框架公约》 第28次締約國會議、《京都議定書》第18次締約國會議（CMP18）及《巴黎協定》第5次締約國會議（CMA5）。COP28主席是阿聯酋氣候特使蘇丹・賈比爾，現任阿聯酋工業暨先進技術部部長，及阿布扎比国家石油公司（ADNOC Group）的總裁兼執行長。COP28主要目標有：加速轉向可再生能源、改變氣候融資運作方式、將人民及自然置於氣候行動的核心，確保COP28成為有史以來最具包容性的氣候峰會。

## 背景
2021年初，阿拉伯聯合大公國提議主辦2023年的COP；2021年11月，阿聯酋總理兼副總統謝赫·穆罕默德·本·拉希德·阿勒馬克圖姆宣布主辦COP28。這是兩年內第二次在中東地區舉辦聯合國氣候變化大會，也是繼印尼（2007年）及卡達（2012年），第三次由OPEC成員國主辦COP。

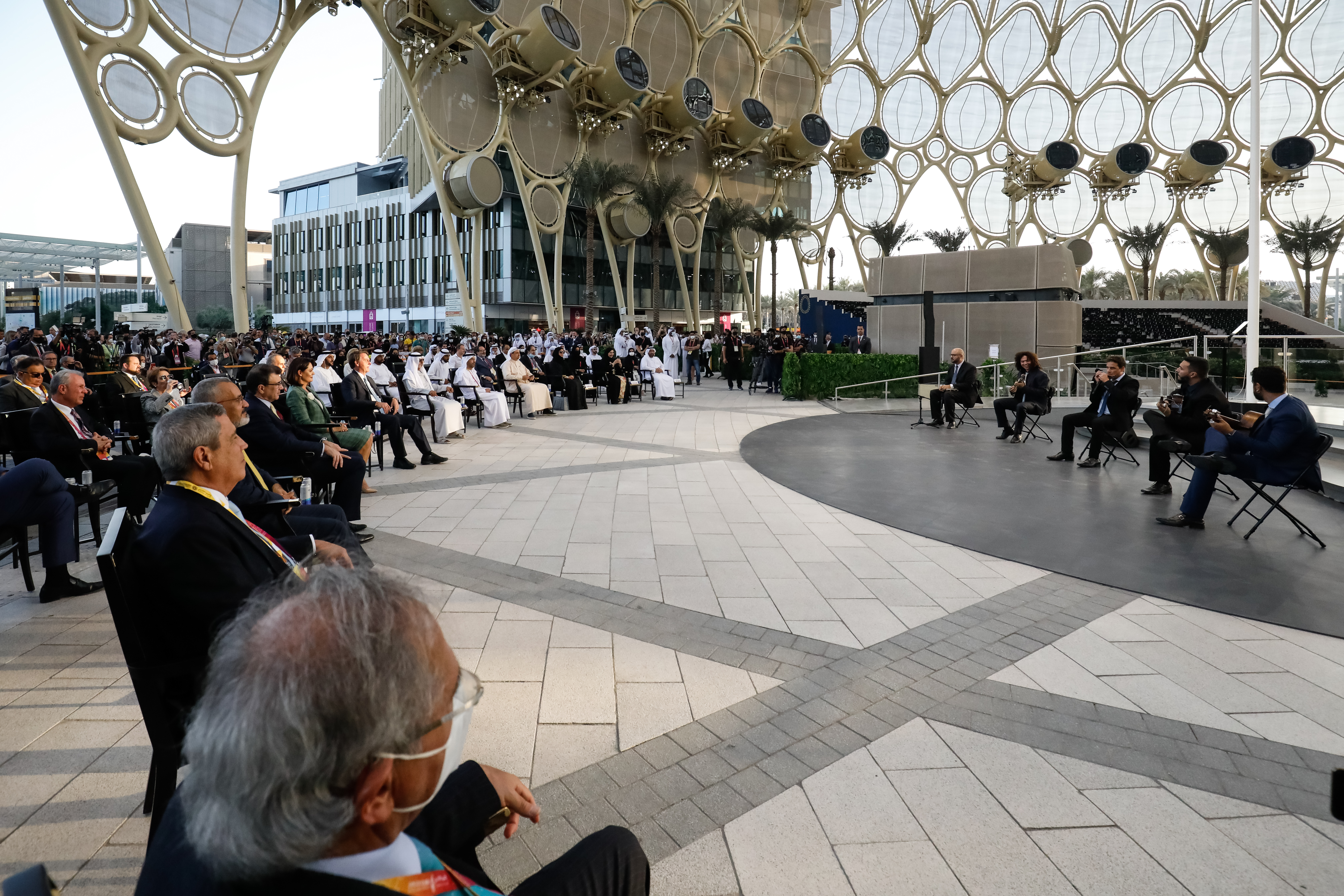
杜拜世博城，瓦索廣場

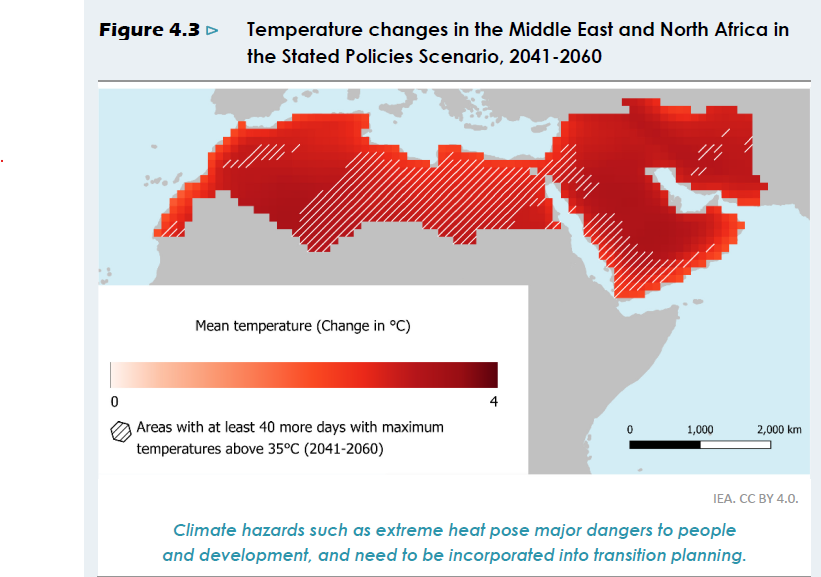
在現行政策情境下，中東及北非地區在2041年至2060年間的預計氣溫變化。

阿聯酋處於世上氣候變化影響最嚴重的國家之列，且其地理位置原本氣候就異常炎熱潮濕。溫度飆升已然嚴重影響了人民的日常生活，不只增加水電費用，連走在街上都有困難。到了夏天，許多人不是出國就是只能待在有空調的地方。如果再不採取行動，到了2070年代，阿聯酋濕球溫度將長時間超過攝氏35度。事實上，紅海與波斯灣是世上極端高溫高濕事件發生次數最多的地區，溫度高於攝氏35度已經屢見不鮮。其他影響還有沙塵暴、海平面上升及乾旱問題。氣候與清潔空氣聯盟（CCAC）說阿聯酋正想方設法以降低國家經濟體各領域的排放。做法包括推廣有機農業及水耕栽培、建設阿提哈德鐵路（共組海灣鐵路）、減少垃圾（尤其是食物浪費）以及促進循環經濟。
阿聯酋承諾在2050年實現淨零排放，是中東第一個這樣承諾的政府。阿聯酋身為中東地區第一個簽署《巴黎協議》的國家，已在國際間投資500億美元於清潔能源，還承諾2030年前會再投資500億美元。2022年11月，阿聯酋同意與美國合作，另外投資1000億美元在清潔能源。於2023年8月1日，阿聯酋國允諾環保人士在峰會期間可以「和平集會」，並提供地方「讓他們表達意見」，原本阿聯酋法律禁止未經許可的抗議活動。
大約在峰會開始2個月前，有人呼籲強化國際合作，認為這是峰會成功的要件。國際能源署（International Energy Agency）執行長法提赫·比羅爾除了期許峰會能有重大進展，也擔憂「地緣政治情勢將讓峰會舉步維艱，一如許多國家對於烏克蘭戰爭的立場僵持不下，且美中關係持續緊張。限制氣溫上升的最大挑戰是國際合作不足。」孟加拉氣候特使說全球不夠團結是遏止氣候變遷的主要障礙，強調有必要建立「損失與損害」基金。中國代表宣布已同意與美國及歐盟合作，確保峰會成功。然而2023年以色列—哈馬斯戰爭引起世人擔憂，將削弱COP28減緩氣候變化的種種努力，就像烏克蘭戰爭影響COP27那樣，甚至還更嚴重。
2023年10月底舉行部長級COP會前會，有100個代表團及70位部長出席，是COP會前會史上最多人出席的一次。COP28主席國總幹事蘇韋迪瑪吉德·艾爾·蘇瓦伊迪強調：COP28將會兌現COP27提出的「損失與損害」相關承諾。
2023年10月12日，教宗方濟各發表了宗座勸諭《請讚頌天主》（Laudate Deum），號召世人迅速採取行動以應對气候危机，並譴責全球暖化否定說。2023年11月初，教宗宣布將參加大會並將停留3天，這將是教宗首次親自參加聯合國氣候變化大會。11月28日教宗因流感及呼吸道發炎，在醫生建議下取消杜拜之行；教宗表示相當遺憾，並希望能以其他方式參與COP28的討論。
查爾斯三世國王將參加COP28，並在開幕式上致辭；後於11月21日頒發大英帝國員佐勳章（MBE）給BLACKPINK，表彰她們曾擔任格拉斯哥COP26宣傳大使並提倡環保及永續發展。
乔·拜登可能因為以色列-哈馬斯戰爭及政府支出問題而缺席，即使阿聯酋政府官員原本預期他會出席。
2023年11月初，內部人士謹慎地透露中美兩國有望在大會前達成氣候協議，類似2014年為了開展《巴黎協定》的協議。爭議的話題是中國的減少甲烷排放計劃，中國氣候特使解振华表示：「計劃進展反映了中美關係的狀況」。另一個話題則是中国煤炭工业的減排，中國說擴大煤炭使用是為了提高能源安全，但是很多人認為改善能源安全有更好的方法。珍妮特·耶倫和何立峰會談後決定加強中美在多領域（包含氣候）的合作。人們對美中兩國領導人喬·拜登和习近平的會晤寄予厚望。亞洲協會政策研究所Kate Logan表示，兩國之間的合作可以「為COP28的成功結果奠定基礎」。
2023年11月15日，美國和中國在氣候特使约翰·克里和解振華談判後，協議目標是「2030年前努力讓全球再生能源擴增至現在的三倍」，還要致力應對二氧化碳等溫室氣體之外的暖化物質；協議也因為沒有讓中國承諾要淘汰燃煤電廠而受到批評。COP28主席賈比爾說中美的協議是「重要的成果」。

## 全球盤點
聯合國在COP28開幕前夕（2023年9月），公布了第一次全球減緩氣候變化進展的評估報告，即「全球盤點」（GST，每次評估期為兩年）。全球盤點是《巴黎協定》目標是否有進展的評估機制，COP26追認要予以執行，且每五年重複盤點。
為了實現碳中和，全球盤點報告說必須「逐步淘汰」未經處理的化石燃料，這是先前聯合國諱莫如深的方案。〈首次全球盤點之技術對話〉報告有17項關鍵發現：
1. 《巴黎協定》通過迄今，透過設定目標並向世界發出緊急訊息呼籲要正視氣候危機，已經推動全球大部分的氣候行動。行動尚未成功，仍須多方努力。
2. 為了在永續發展和消除貧困的脈絡下，加強全球應對氣候變化的威脅，各國政府需支持促成系統轉型，讓氣候韌性及低溫室氣體排放成為發展主流。非政府利益相關者在努力轉化系統時則需展現出可信賴、可究責且透明的行動。
3. 系統轉型開創許多機會，但快速變革亦能帶來破壞式影響。著重在包容及公平，有助於提升氣候行動及支援的雄心。
4. 全球排放量並未跟上與《巴黎協定》氣溫目標相一致之全球減排模擬路徑，需提高雄心並落實既有承諾，將全球升溫幅度控制在工業革命前的1.5 °C的逃生窗正在快速關閉。
5. 無論是行動或支援都需要更多雄心，方能增強各國國內減排措施之實施以及制定國家自主貢獻目標的企圖心，以實現既有的與發展中的各種機會，從而達成2030年減排43%（以2019年為基準）、2035年減排60%、2050年實現全球淨零排放的目標。
6. 要實現二氧化碳及溫室氣體的淨零排放，必須所有行業及情境都進行系統轉型，包括擴大再生能源的規模、同時逐步淘汰未使用碳捕捉技術的化石燃料、停止森林砍伐、減少二氧化碳以外之氣體排放，並對供需雙方都採取措施。
7. 針對不同情境量身打造的公平轉型，可以產出更強力且合理的氣候減緩成果。
8. 經濟多元化是氣候應對方案發揮影響力的關鍵策略，應包含多種選項好應用在不同情境。
9. 氣候變化已然威脅全球所有國家、地區及人民，我們亟需強化氣候適應行動，並盡力避免、最小化和應對「損失與損害」，方能因應或減少日益增加的衝擊，尤其要保障那些最無力因應氣候變遷，且最難災後重建的人們。
10. 整體來說，各方的適應行動與支援在計劃與承諾上的企圖心都有增加，但是我們常看到氣候適應的種種努力流於分散、漸進、屬於特定部門的事、且區域分佈不均。
11. 考量當地的情境、居民及優先事項來告知並推動適應行動及支援方案，既能讓適應更充足且有效，也有助於促進轉型式的適應。
12. 要避免、最小化和應對「損失與損害」，有賴於整合氣候及發展政策的迫切行動，才能全面的管理風險並撐持受到衝擊的社區。
13. 氣候適應的支援以及避免、最小化和應對損失與損害的資金規劃，需擴大參與並新創開源以期能快速擴大規模，同時氣候資金流要符合氣候韌性發展，以滿足迫切且日漸增加的需求。
14. 要大規模動員開發中國家支持氣候行動，牽涉到國際公共財政的策略布局，這是行動的主要驅動因素，需要不斷提高資金使用、所有權及影響力等方面的效果。
15. 讓氣候資金（無論是國際或國內、公有或私營）的流動，符合溫室氣體減排及氣候韌性發展的路徑；要創造機會來釋出數兆美元資金，並將投資導向各種無論規模大小的氣候行動。
16. 現有的清潔技術需要快速部署，並加速創新、開發及移轉新技術，以滿足開發中國家的需求。
17. 打造能力是廣泛實現並維持氣候行動的基石，端賴國家的有效主持以及需求導向的合作，方能確保在各層級的能力長期都有增強或維持。

報告結尾提及：
- 2024年應提交透明度報告（BTR）。這是《巴黎協定》要求每兩年提交的關鍵文件，以加強各方對其溫室氣體排放和氣候行動的透明度。
- 2025年前應提交下一輪的國家自主貢獻（NDCs）。《巴黎協定》要求每五年提交一次。
- 各方可以隨時更新其氣候適應通報，也可以和國家適應計畫（NAP）或國家自主貢獻合併提交。[54]

## 會前準備
蘇丹・賈比爾是阿布達比國家石油公司的現任總裁及執行長，也是阿布達比未來能源公司（Masdar）的董事長及創辦人。任命賈比爾為COP28主席受到130多位美國議員及歐洲議會議員的公開批評，公開信中呼籲要撤銷任命，也擔憂私營事業污染者對於氣候峰會的進行造成「不當影響」。肯亞及德国的環保活動人士及專家也批評此項任命。2023年5月，美國參議員艾德·马基個人對於在阿聯酋舉辦COP28加以批評。而美國氣候特使約翰·凱瑞則支持對於賈比爾的任命。
賈比爾擔任COP28主席，但是他的鑽井公司（ADNOC）卻又決定擴大化石燃料生產，兩者自相矛盾。國際特赦組織表示擔憂：「賈比爾領導著公司打算要造成更多氣候災害，無法相信他能勝任氣候談判的調解者。」
2023年1月，杜拜關懷組織（Dubai Cares）成為COP28的教育夥伴，之前也參與在埃及舉行的COP27。
COP28阿聯酋主辦方告知「氣候和健康會議」的講者，不要在會上抗議或「批評」阿聯酋的公司或團體，並引用波斯灣阿拉伯國家法，來警告氣候和健康會議成員：「不可批評伊斯蘭教、阿聯酋政府、企業或個人。」氣候活動人士擔憂阿聯酋如何能在言論自由受限的情況下主辦COP28。
阿聯酋邀請叙利亚總統巴沙尔·阿萨德參加COP28，被指控是想協助改善阿塞德的形象。NGO組織「人权观察」（HRW）指出：在COP28的場合向國際社會重新引薦阿塞德實在是駭人聽聞。
有社群媒體用戶注意到有大量的假帳戶被用來護航阿聯酋主持氣候峰會，哈邁德·本·哈利法大學的馬克·歐文·瓊斯追蹤到這些可疑帳戶。
2023年6月，各國政府聚集在波昂籌備COP28。人權觀察指出：阿聯酋不允許言論自由並一直積極壓制批評者的聲音；各國政府應該利用在波昂集會的時機，促使阿聯酋減緩箝制公民空間並維護公民權利，例如停止迫害Ahmed Mansoor等捍衛人權的活動人士。令人擔憂的是，想參與COP28的人會因為害怕遭到報復而選擇沉默。
2023年6月7日，《衛報》的技術分析報告揭露：賈比爾領導的ADNOC竟然能夠讀取COP28大會辦公室收發的所有電子郵件，甚至國際諮詢巡公司Gulstan Advisory在進行媒體查詢時，ADNOC還給予建議。原本COP28大會辦公室和ADNOC甚至共享電郵伺服器，在《衛報》詢問後才進行移轉。
約翰·凱瑞敦促石油及天然氣業界領袖在COP28提出策略，在2030年前減少範疇一（直接）及範疇二（間接）的排放量，並同時在減排時間表上開始兌現可再生能源資金分配的承諾。另一方面，氣候專家和活動人士表示憂心：在石油國家舉行氣候峰會，意味著石油及天然氣業者在對抗氣候變化的各項討論中將扮演關鍵角色，COP28毋寧將變成「石油COP」。
2023年11月16日，法國能源部表示：法國、英國、美國、瑞典、韓國及阿拉伯聯合大公國將在COP28會議上提倡「 2050 年前將核能增加兩倍」，並爭取其他國家的支持。
美國支持法國在COP28提議停止私人融資給燃煤電廠，路透社說這可能會擴大分歧，像印度約有73%電力來自煤炭，未來幾十年也將是主要能源，COP28要訂定逐步淘汰或減少化石燃料的期限，很可能會受到印度抵制。
2023年11月23日，國際能源署（IEA）發布〈淨零排放轉型下的石油天然氣產業〉，IEA執行長法提赫·比羅爾博士表示，石油天然氣業者必須抉擇：不是加劇氣候危機，就是加入解決方案。IEA能源供應組主任Christophe McGlade認為成功的清潔能源轉型需要大幅降低石油及天然氣需求，業務勢必縮減，業者必須正視這個事實。另一方面，石油天然氣產業在某些技術上仍有其優勢可以實現淨零轉型，例如低排放燃料及技術（氫燃料等），碳捕獲、利用與封存（CCUS），離岸風能乃至於地熱能。:15唯有在對各國共同利益有所認知的策略聯盟中彼此通力合作，才能讓能源轉型既安全且有秩序，並維護各生產經濟體的韌性，在轉型加速的情況下，既有足夠資金來撐持大規模變革，也有穩定的能源供應。:192-193

### 公共衛生首次納入COP討論
氣候變化大會有史以來首次討論氣候變遷對於公共卫生的衝擊。醫學界遞交信件給賈比爾，表示完全淘汰化石燃料是唯一能實現全球人民健康的關鍵道路。世界衛生組織呼籲各國衛生部長要發聲，讓健康問題成為引領氣候行動的動力、打造氣候友善的醫療系統作為榜樣，並支持氣候融資以保障大眾從今而後的福祉。
稍早，Edmond Fernandes博士等專家敦促联合国气候变化框架公约在所有會議及政策都該把公共衛生納入討論焦點，因為人類健康對氣候永續的未來至關重要。排燈節這類的節慶因為沒有禁止使用爆竹，明顯對空氣、噪音及環境造成污染，不僅嚴重影響人類健康，也一直擾亂著動物的生態。

### 全球信仰領袖峰會
在全球政治領袖召開COP28之前，穆斯林長老理事會、COP28大會、联合国环境署與天主教會合作，由阿聯酋總統穆罕默德·本·扎耶德·阿勒納哈揚贊助，於2023年11月6～7日在阿布扎比舉辦全球信仰領袖峰會，邀集全球28位宗教領袖共同應對氣候變化。
會議上簽署了《致COP28之跨信仰聲明》：面對全球氣候危機關鍵時刻，呼籲大家秉持著團結、共同擔責及人類博愛的精神，以徹底轉變的行動確保能控制地球升溫不超過攝氏1.5度，並援助受影響的弱勢地區。聲明裡先正視種種現狀，再呼籲各界行動及承諾，期待世上所有生命都能走上充滿韌性、和諧與繁榮的道路。

### 聯合國環境署《2023排放差距報告》
2023年11月，联合国环境署（UNEP）發布了《2023排放差距報告》，開頭指出「全球溫度再創新高，但削減排放依舊失敗。」UNEP執行主任英格·安德森表示：「世界必須改變軌道，否則明年又要重複相同的話，接著後年、大後年不斷地破紀錄，就像唱片壞掉一直跳針。」
《2023排放差距報告》摘要如下：
1. 全球溫室氣體排放在2022年刷新紀錄，達到574億噸二氧化碳當量（57.4 GtCO2e）。截至2023年十月初，有86天的溫度超過工業化前水平1.5°C；九月更是有史以來最熱的月份，全球平均溫度比工業化前水平高1.8°C。
2. 全球當前排放及歷史排放的分布，無論是在各國國內或國際之間都極不均衡。例如俄國和美國的人均排放二氧化碳當量（tCO2e）是全球平均值的兩倍以上，而印度人則不到平均值的一半。全球收入最高10％人口的排放量占總排放48％，其中有三分之二居住在已開發國家；而全球收入較低的50％人口僅占總排放的12％。此外，歷史排放與影響全球暖化的比重，在各國或國家組群（如G20）也有顯著差異。
3. 壞消息是從COP27到現在，NDCs幾乎沒有進展；好消息是《巴黎協定》至今，各國在NDCs及相關政策總算還是有進步。
4. 雖然各國持續做出淨零承諾，但人們對於各國落實仍缺乏信心。舉例來說，除了墨西哥所有G20成員都設定了淨零目標，甚至有的已採取重要步驟來加強及實施。可是G20目前沒有一個其減排速度符合淨零目標。
5. 預計到2030年，排放差距仍然巨大：根據當前的無條件NDCs，要實現2°C目標有140億噸二氧化碳當量的落差，1.5°C目標則有220億噸的差距。
6. 第一次全球盤點（GST）在COP28將是各國打造新雄心的框架。未來十年的行動將決定2035年下一輪NDCs的企圖心，以及實現《巴黎協定》長期溫度目標的可行性。需要立即採取前所未有的減排行動，全球總溫室氣體排放才能更接近1.5°C和2°C的路徑。
7. 如果維持當前政策，全球升溫預計將控制在3°C。到2030年兌現所有無條件及有條件承諾則可以將升溫限制在2.5°C，而額外兌現所有零碳承諾則可降至2°C。
8. 由於高收入國家未能嚴格減排，也無法阻止中低收入國家增排，意味著所有國家都必須緊急加速全面低碳轉型，方能實現《巴黎協定》長期溫度目標。能源是溫室氣體排放主要來源，目前佔全球二氧化碳排放86%，因此全球能源系統的轉型不可或缺，中低收入國家在發展同時也必須轉型，努力擺脫化石燃料。
9. 中低收入國家的能源轉型受到國家發展總體目標的影響，在擺脫貧困、擴大戰略產業、城市化的同時，又要轉型以脫離使用化石燃料。由於各國自然資源豐富程度及經濟條件各異，影響到能源轉型的路徑。因為中低收入國家已經負債，對於清潔能源投資相對較低，所以更難應對化石燃料市場的變動，甚至還要收拾那些無法再利用的化石燃料資產爛攤子。因此，能夠負擔得起的融資，是中低收入國家提升減排雄心的先決條件。
10. 想要實現《巴黎協定》長期溫度目標，如果把全球溫室氣體嚴格減排予以推遲，只會在未來對於二氧化碳移除技術（CDR）更加依賴。唯有立即且嚴格地減排，方能填補排放差距，並維持《巴黎協定》長期溫度目標的可行性。由於減排措施不可能完全消除所有CO2或其他GHG排放，要去除大氣中的殘留排放，必須透過CDR才能實現淨零排放。然而傳統陸地CDR或是新型CDR，其發揮作用的時期各擅勝場，過分依賴某方都有風險，尚需強有力的政策與財務支持。[86]

## 會議期間
2023年11月30日COP28開幕，預估有一百多位世界領導人參加，包含英國首相里希·苏纳克、法國總統艾曼紐·馬克宏、德國總理奥拉夫·朔尔茨、印度總理纳伦德拉·莫迪；以及聯合國秘書長安东尼奥·古特雷斯及世界衛生組織總幹事谭德塞等人。未出席者有美國總統喬·拜登、中共中央總書記習近平、以色列總理班傑明·納坦雅胡及敘利亞總統巴夏爾·阿塞德等人。
查爾斯三世發表開幕演說，警示人類污染的層級不斷上升，全球已「嚴重偏離」了氣候目標的路徑。這位「氣候國王」說：「人們正在進行一場巨大且可怕的實驗，並以超出大自然能應對的速度，改變著所有生態環境。」呼籲各國領導人要讓COP28成為「關鍵的轉折點」。
COP28主席賈比爾30日在會中宣布，各國已就「損失與損害」基金取得共識；該基金由世界銀行管理，分發資金給受氣候變化影響的貧窮國家。阿聯承諾捐款1億美元，而英國（7,500萬美元）、美國（2,450萬美元）、日本（1,000萬美元）和德國（1億美元）也做出初步承諾。本次基金規模是COP27的兩倍，據稱是有史以來規模最大的一次。
國際貨幣基金組織總裁克里斯塔利娜·格奥尔基耶娃對於「損失與損害」基金的進展表示滿意，但強調為了進一步脫碳，碳定價要繼續推動，化石燃料補貼必須取消。由於燃油漲價以及通貨膨脹，2022年化石燃料補貼創下7.1兆美元的歷史新高。所幸會議上提案由聯合國管理的全球碳市場計畫已有些許進展。

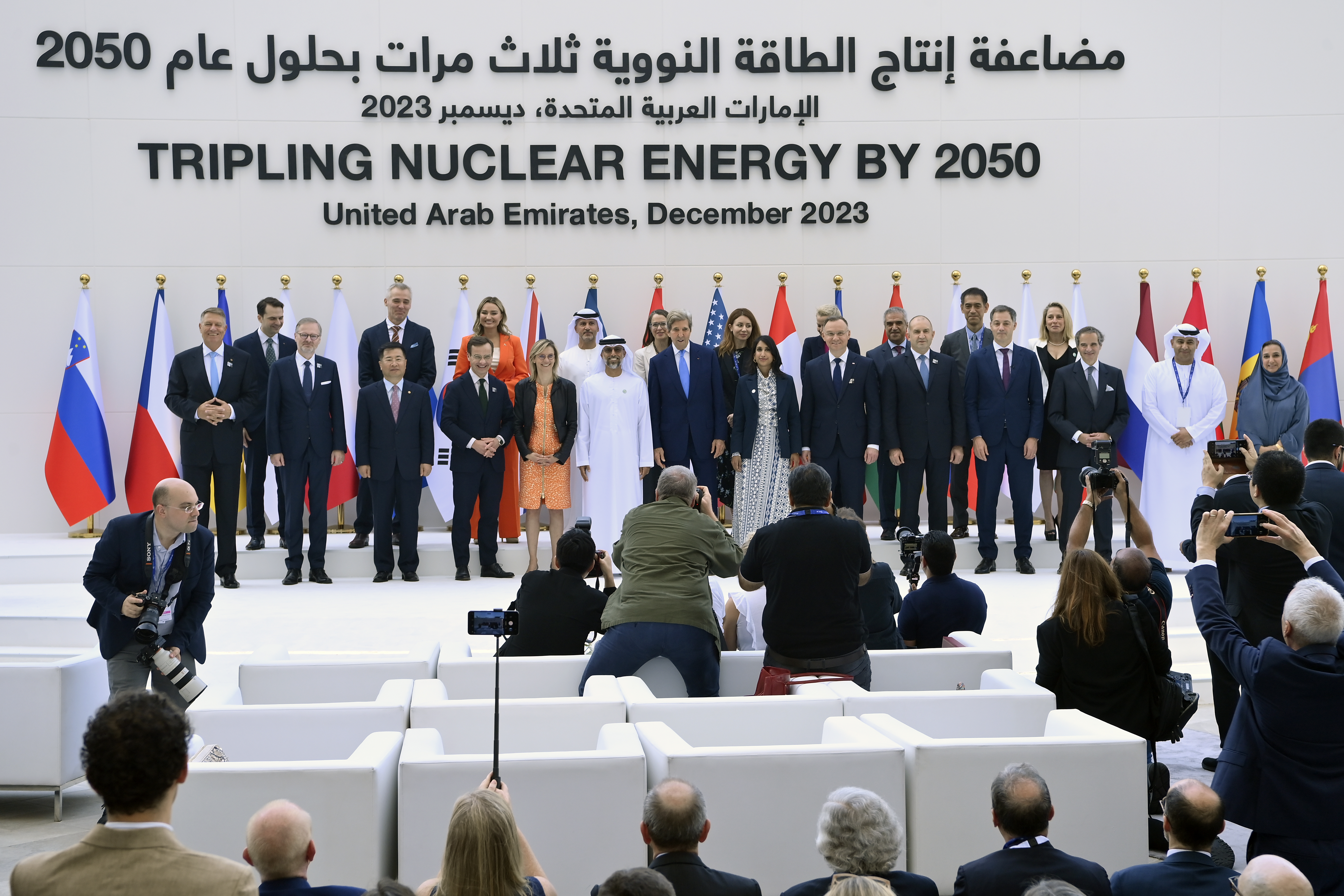
COP28會場藍區「淨零核能活動」，各國代表發表〈2050年核能三倍宣言〉。

12月1日，活動人士在會場外抗議，呼籲將「生態滅絕」（ecocide）納入國際刑事法院的刑事罪行。20多國共同發表《2050年核能三倍宣言》：要在2050年實現全球溫室氣體淨零排放及攝氏1.5度目標的可能性，核能可發揮關鍵作用，所以訂定目標要2050年前將全球核能容量增加兩倍，並邀請國際金融機構將核能納入能源貸款政策中。
12月2日COP28主席國與世界卫生组织等合作，發表〈COP28阿聯氣候與健康宣言〉：將健康置於氣候行動的核心，並加速發展具有氣候適應能力、可永續發展且公平的衛生系統。並提供攸關氣候及健康的新財政資源，包括全球基金捐款3億美元打造公衛系統，洛克菲勒基金會捐款1億美元來擴大氣候健康解決方案等。該宣言獲得123國認可，彰顯全球政府認識到氣候變遷對於社區及國家健康的影響日益嚴重，而強力的氣候行動可為人類健康帶來莫大好處。
12月11日，COP28發布的協議草案並未提到要「逐漸淘汰」化石燃料，甚至連「逐步減少」的字眼都避掉，只呼籲各國「以公正、有序及公平的方式減少化石燃料的消費和生產」，讓各國「可以」選擇採取多種減排行動，於2050年時達到淨零排放目標。這項草案尚未定案，仍待近200個國家代表同意。
許多國家希望最終文本能立下「逐步淘汰化石燃料」里程碑，而不只是給出許多選項。聯合國秘書長安東尼奧·古特瑞斯也認為這關乎會議是否成功。 小岛屿国家联盟（AOSIS）表示不會同意這份協議，因為這形同簽下「死亡證明」；澳洲、美國、英國、加拿大及日本等國也表示不簽，澳洲氣候變遷部長克里斯·鮑文說：「這份草案固然有正向之處，但還是太弱。COP28成果不該只是有前進，應該是要邁出改變的那一步」。然而沙烏地阿拉伯、伊拉克與石油輸出國家組織（OPEC）拒絕納入會限縮化石燃料的字眼，屬於G77集團的134個發展中國家也有分歧，例如中國就沒有表態支持逐步淘汰化石燃料，相當依賴煤炭的印度可能也在使絆子。
12月13日上午，与会国家达成协议草案，呼吁所有国家為防止气候变化，應該讓能源系統「轉型脫離」（transition away）化石燃料、加速「逐步減少」未使用碳捕捉技術之燃煤發電，並大幅降低二氧化碳以外的排放（特別是甲烷）；此後十年要加快行动，到2030年，全球可再生能源要增加两倍，各國要研發更多的「零排放和低排放技术」，爭取到2050年实现净零排放。

## 決議草案
締約方首先感謝政府間氣候變化專門委員會（IPCC）的科學報告，並特別重視《第六次氣候變化評估報告》的結論：:3
1. 人類活動已明確造成全球升溫約1.1°C，主要是排放溫室氣體所致。
2. 全球各區均已感受到人為所致氣候變化的影響，而對此所負責任最小的人們所受的影響卻最大；隨著繼續升溫，影響程度連同損失與損害都將一併相乘加劇。
3. 大多數適應對策都流於零散、漸進、個別部門單打獨鬥，而且區域分佈不均；就算有所進展，各部門和各區域間的適應差距甚大，如果照目前這樣實施下去，差距將繼續擴大。[112]

締約方根據《巴黎協定》首次全球盤點結果，列出了集體優先事項：

### 減緩
締約方認識到要將全球升溫限制在1.5°C，必須深入、快速且持續地減少排放全球溫室氣體，以2019年為基準，2030年要減少43%，2035年減少60%，2050年要達到二氧化碳淨零排放；所以呼籲締約方因應不同的國情、路徑和方法，以國家自主決定的方式，針對下列重點來努力貢獻：
1. 2030年前將全球可再生能源容量增至三倍，將全球能源效率年均改進率提高一倍。
2. 努力加速逐步減少未使用碳捕捉技術的燃煤電力。
3. 在全球加速逐步實現淨零排放能源系統，在本世紀中葉前後改用零碳燃料或低碳燃料。
4. 以公正、有序和公平的方式讓能源系統「轉型脫離」化石燃料；在此關鍵十年服膺科學原則加快行動，到2050年實現淨零排放。
5. 加速發展零排和低排技術，包括但不限於可再生能源、核能、減排和清除技術（如碳捕集、利用和封存，特別是那些難以減排的行業）以及低碳氫生產等等。
6. 到2030年在全球加快並大幅減少二氧化碳以外的排放量，尤其是甲烷。
7. 加速實現道路交通減排目標，包括擴展基礎設施及快速部署零排及低排放車輛。
8. 盡快逐步淘汰低效的化石燃料補貼，因其無助於解決能源不足或公正轉型。

此外，希望締約方須努力養護、保育及恢復自然與生態系統，在2030年前停止毀林和森林退化並加以扭轉，並永續管理森林並增進森林碳儲量；還要保護及恢復海洋與沿海生態系統，也必須轉型成永續的生活、消費及生產模式。:4-6

### 適應
就「全球適應目標」（Global Goal on Adaptation，GGA）的框架達成共識，並確認下列目標值：
1. 影響、脆弱及風險評估：到2030年，所有締約方都進行了最新的氣候災害、氣候變化影響及風險暴露的評估，並據此制定國家適應計劃、政策工具、規劃過程或策略。到2027年，所有締約方都已建立早期多重災害警報系統、可降低風險的氣候資訊服務，以及強化氣候相關數據、資訊及服務的系統化觀測站。
2. 規劃：到2030年，所有締約方都已制定了由國家驅動、顧及性別、完全透明且公眾可參與的國家適應計劃及政策工具，相關規劃過程或策略要兼顧適應目標並涵蓋生態系統、部門、人民及脆弱社區。
3. 實施：到2030年，所有締約方在國家適應計劃、政策及策略方面取得了具體進展，因此減少前述之主要氣候災害所帶來的社會及經濟影響。
4. 監測、評估和學習：到2030年，所有缔約方已經設計、建立並運行了監測、評估與學習系統，用來監測國家適應的努力狀況，並建立必要的體制功能以確保該系統得到充分發揮。[111]:9

敦促締約方並邀請非締約方利益相關者，按照〈格拉斯哥-沙姆沙伊赫實施計畫〉的全球適應目標，提高企圖心、強化適應行動並提供支援，以便按照相關全球框架，從地方到全球的各個層級，都大規模地加速行動，在2030年前逐步實現以下具體目標，並維持下去：
1. 大幅減少氣候引起的水資源短缺，增強對水相關災害的氣候韌性，打造供水及衛生設施的韌性，使人人都能獲得安全且負擔得起的飲用水。
2. 打造具備氣候韌性之糧食及農業生產、供應與分配，並增加永續及可再生生產，使所有人都能公平獲得充足的食物和營養。
3. 實現對氣候變化相關健康影響的韌性，促進氣候韌性之衛生服務，大幅降低與氣候相關的發病率和死亡率，特別是在最脆弱的社區。
4. 減輕氣候對生態系統和生物多樣性的影響，加速採用以生態系統為本之適應辦法與解決方案，藉此對生態系統及生物多樣性進行管理、強化、恢復及養護；對陸地、內陸水域、山區、海洋和沿海生態系統都加以保護。
5. 提高基礎設施和人類居住區對氣候變化影響的韌性，以確保能提供所有人基本和持續的必要服務，並盡最大可能減少氣候對基礎設施和人類居住區的影響。
6. 大幅減輕氣候變化對於消除貧窮及維持生計的不利影響，盡量對所有人都採取適應性社會保障措施。
7. 保護文化遺產免受氣候相關風險的影響，為此制定保護文化習俗和遺址的適應策略，並以傳統知識、原住民智慧與在地知識體系為依歸，來設計氣候韌性基礎設施。[111]:7-9

### 執行手段

#### 1.資金

##### 適應資金
估計至2030年，發展中國家的適應資金需求為每年2,150億至3,870億美元，且每年需要對清潔能源投資約4.3兆美元，之後至2050年每年需要投資5兆美元，方能在2050年前實現淨零排放。在減緩升溫及適應暖化兩者間取得平衡的脈絡下，研擬在2025年前讓已開發之締約方集體提供的適應資金提高兩倍（以2019年為基準）。:10

##### 新集體量化目標（NCQG）
NCQG有所進展，該目標是已開發締約方承諾每年提供1,000億美元資金，資助發展中國家的減緩及適應措施，雖然2021年有所進展，但目標尚未實現。締約方一致同意在COP29之前起草2025年後的財務目標，但就像2022年討論損失與損害一樣，細節要到2024年才能敲定。
NCQG的設定應以現有最佳科學為基礎，包括但不限於IPCC的調查結果，方法是建立必要的有利環境，部署擔保、股權及混合融資以降低風險；引入碳定價、對金融市場徵稅、解決化石燃料補貼等問題。根據經驗教訓，要將問責制及透明度框架納入NCQG，透過相關建議來動員私人資金，公共干預措施也是必要的。在時間框架方面，大會給出一系列的框架選項，強調需要根據預先確定的時間框架並嵌入審查及調整機制，要和全球盤點的周期保持一致，以確保 NCQG本質上保持動態，而能持續反映發展中國家不斷變化的需求及優先事項。

##### 損失與損害基金
敦促已開發締約方繼續給予資金支持，並鼓勵其他締約方在自願的前提下的捐助或繼續捐助資金，好依照COP28與CMP5的決議來解決損失與損害相關問題；2023年11月30日已募集4.2億美元資金。
大會決議將籌組新的秘書處，獨立運作專門提供損失與損害基金相關服務；過渡期間，責成UNFCCC秘書處及綠色氣候基金，並邀請聯合國開發計劃署共同組成臨時秘書處。大會並邀請世界銀行來管理損失與損害基金，為期四年。允許所有發展中國家直接獲得基金，國家以下各級或是以國家和區域實體來申請相關小額補助，並希望世界銀行可以協助基金得到各種來源的捐款。

#### 2.技術及移轉
要實現《巴黎協定》的長期目標，就必須建立適當的扶持框架並取得國際合作，迅速且大規模地部署與採用現有清潔技術，加快創新，實現數位化轉型；開發、示範及推廣新興技術，並讓新技術易於取得。提倡人工智慧對於促進氣候行動的益處，將人工智慧當成技術工具，以推動並擴大在發展中國家（尤其是最不發達國家及發展中的小島嶼國家）的變革性氣候減緩與適應之解決方案，同時應對大會決議中所述的人工智慧挑戰與風險。:13-14

#### 3.能力建設
承認發展中國家締約方在有效履行《巴黎協定》方面一直有能力差距及迫切需要，包括技能發展、各機構治理與協調能力、技術評估與建模、戰略政策的制定、執行與能力維持；亟需解決這些限制，方能有效履行《巴黎協定》的要求並彌補差距。認可當地社區及原住人民的平臺有助於加強原住民與地方有效參與《巴黎協定》之政府間進程，籲請締約方讓原住民和當地社區確實地參與氣候政策與行動。並呼籲資金機制及適應基金的實際經營者，進一步捐助發展中國家，支持其能力建設。:14-15

### 最終決議
COP28最終通過19項決議（decisions），CMP18通過7項決議、CMA5通過27項決議，相關內容如前述決議草案。COP29主辦國亞塞拜然並對阿拉伯聯合大公國及其人民主辦COP28、CMP18及CMA5期間的付出與熱情表示由衷感謝之意。

## 爭議

### 被指控在「漂綠」

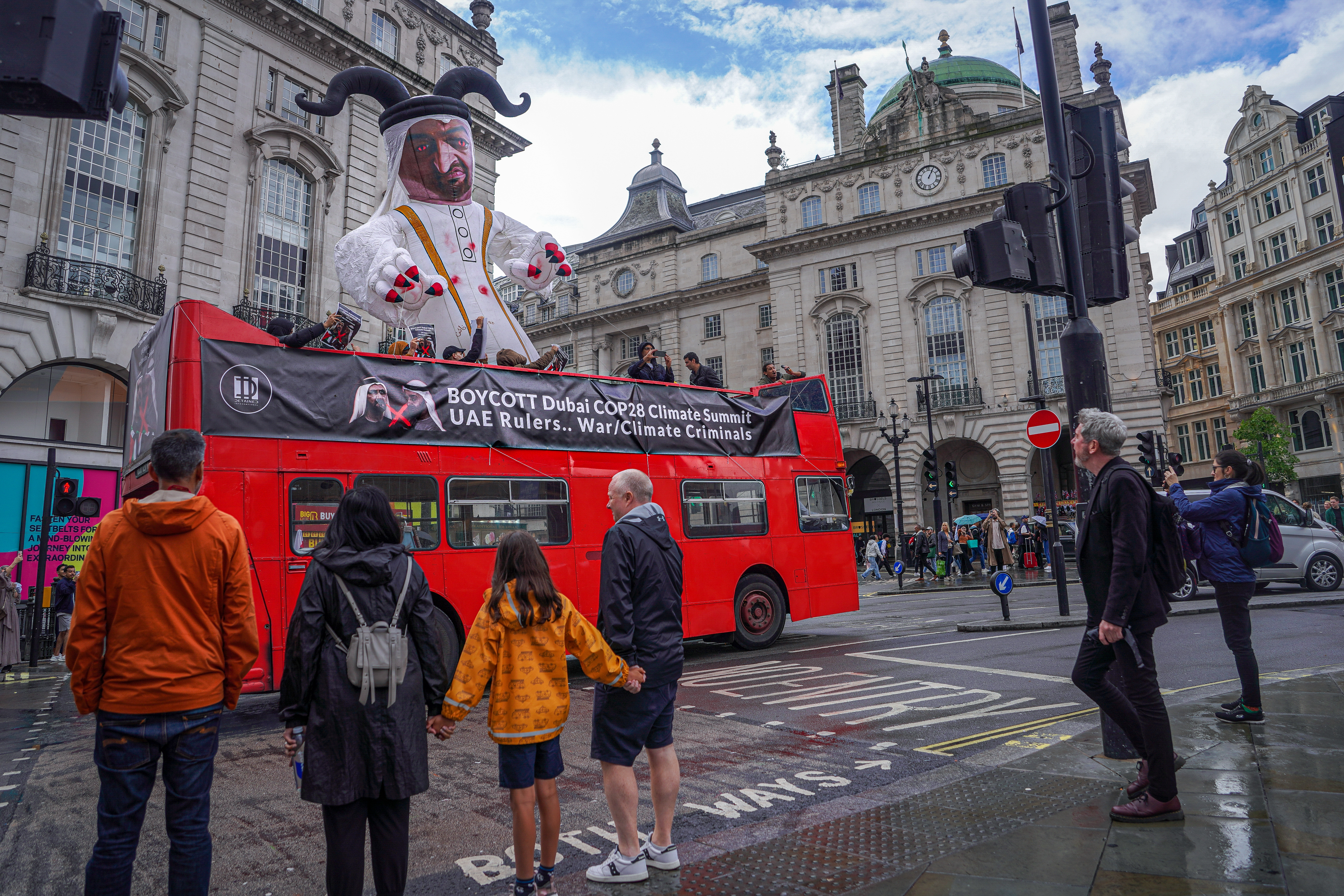
2023年8月5日，倫敦的示威者呼籲英國政府應杯葛COP28，以抗議阿聯酋嘗試「漂綠」

COP28舉辦前，阿聯酋聘請公關和游說機構（包括Akin Gump Strauss Hauer & Feld、Gulstan Advisory和FleishmanHillard），宣揚該國的主辦國形象，試圖粉飾其國際聲望。2015年5月，有人指控賈比爾花錢找用戶去修改維基百科頁面，試圖美化自己的形象。某位維基百科用戶透露是受到ADNOC的委託，另一位用戶則說是由Masdar付款，在維基百科上控制敘述。另一份報告指出他們用假帳號在社群媒體平台上做行銷活動，並為COP28的相關爭議做辯護。在Twitter和Medium上被這樣操作的假帳戶數以百計，行銷目標是推廣和漂綠COP28，同時幫COP28和賈比爾讚聲。
氣候評論記者Amy Westervelt對聯合國組織籌備COP28時到底有多努力改善其透明度提出批評：只是叫石油產業游說機構要揭露身分，這種提升透明度的作法完全無法控制業者對大會的影響力。
阿聯酋過去十年已經花費超過100萬美元聚焦在氣候倡議，也付了數百萬美元給相關的公關智庫公司以提升其綠色形象。其他主辦國沒有像阿聯酋這樣投入大量時間和金錢在氣候談判前塑造形象的。
某份《衛報》洩密文件顯示，阿聯酋準備了一份包羅萬象的敏感議題清單，從氣候問題到侵犯人權（如葉門內戰及人口贩卖）都有。文件中還包含由阿聯酋政府批准的「策略訊息」，當作給媒體的回覆。這份文件標示著阿聯酋將替ADNOC從2016年以來都未揭露其排放量做辯護，說法是：「ADNOC正在進行必要的研究」。其他還有「對於賈比爾擔任主席的問題」的標準回答：「賈比爾博士在能源、氣候及外交的完整經歷，使他具備了各領域的專業知識，足以在推動有意義的氣候行動時，有建設性的參與、打破常規並統整方方面面。」
在阿聯酋決定任命賈比爾擔任COP28主席卻遭受負面批評後，阿聯酋聘用公關公司First International Resources（總部位於美國）來「減少關於COP28東道主的負面新聞及媒體報導」。2023年8月4日，該公司依據美國司法部之《外國代理人登記法》 進行註冊以代表Masdar，申請文件上載明First International Resources應致力於「改善華盛頓特區及全歐洲決策者對於阿聯酋在全球共同對抗氣候變遷所採取之策略價值的理解」。據稱阿聯酋每個月支付 10萬美元。Fossil Free Media 創始人兼董事Jamie Henn表示：如果你對自己的公共形象充滿信心，應該不會付一大筆錢給公關公司；想讓大家相信不可能的事情才會花大錢，譬如像「阿聯酋和賈比爾真正致力於轉型並減少化石燃料。」
2023年8月，《衛報》披露，阿聯酋近十年來都沒有向聯合國報告甲烷排放情況。同時，ADNOC所設定的甲烷逸散目標比公司聲稱達到的水準還高得多。減少甲烷排放被認為是減緩地球暖化的快速且低成本方法，因為全球暖化程度將近四分之一要算在甲烷這種強效溫室氣體頭上。
2023年9月，《纽约时报》報導了一段阿聯酋和COP28主辦方二月份會議的外泄錄音，可以看出阿聯酋努力要降低大家對她主辦COP28的種種批評。阿聯酋外交大臣阿卜杜拉·本·扎耶德·阿勒纳哈扬委託調查20個國家約20,000多人，調查報告被官方用來討論公眾對阿拉伯國家的態度，聚焦在人權問題上。與會者Sconaid McGeachin（COP28通訊及行銷總監）表示COP已經成為活動人士的舞台，錄音上聽到她說：「我們必須維護阿聯酋的聲譽......盡可能地減少批評。」COP28發言人Vincent Hughes說該段錄音「未經核實」。
2023年法新社披露了多份外泄文件，顯示麥肯錫公司藉著阿聯酋主要顧問的角色，為其石油及天然氣客戶（埃克森美孚和沙特阿拉伯国家石油公司）謀取利益。COP28籌備會議中有消息來源指出，麥肯錫將自身利益凌駕於氣候議題上。麥肯錫提交給COP28大會的能源情境，允許對化石燃料繼續投資，將破壞《巴黎協定》的目標。該情境所描述的能源轉型路徑，建議到2050年只需減少50％的石油使用、2050年前每年仍可繼續投資數萬億美元在高排放事業上。

### 移工問題
阿聯持續在調整COP28會場「杜拜世博城」的設施。總部位於英國的人權組織FairSquare指出，根據相關證詞及照片，移工頂著高溫和高濕度的風險進行會場修繕。2023年9月，就算有規定中午禁止上班，數十名亞裔及非裔移工仍被要求在高達攝氏42度的戶外工作。有工人形容這種天氣是人都受不了。專家說一邊討論氣候危機卻又強迫工人忍受極端高溫是不公正的事。COP28大會否認這些指控，聲稱未發現違反中午禁令的情事。但是某工地主任說：雖然大部分工作都在夜間進行，但有些還是必須隨時處理；時間不夠，完工優先。

### 數位監控
COP28舉辦前，國際特赦組織擔憂阿聯可能會繼續使用數位監控來刺探其國內的人權捍衛者及公民團體成員，包括參與COP28的人。國際特赦組織反監控小隊的成員Rebecca White表示：「阿聯素以善用數位監控來『輾壓異議並打擊言論自由』而聞名；除非尊重人權，不然阿聯承諾要讓活動人士發聲將只是空談。」國際特赦組織建議阿聯政府不該對COP28與會者乃至於所有阿聯公民及居留者進行「非法數位監控」。應該允許COP28與會者在阿聯下載「尊重隱私的國際通訊應用程式」，讓他們保有安全並加密的溝通工具。

### COP28被當作石油交易平台
2023年11月27日BBC新聞及氣候報導中心披露：阿聯打算把COP28變成平台，和15個國家商討化石燃料交易，例如和中國達成協議共同評估莫桑比克、加拿大及澳大利亞的國際液化天然气商機。ADNOC和15國的化石燃料談判計畫皆已完成，峰會前Masdar也如火如荼和英、法、德國等20個國家進行談判。
阿聯主辦COP28團隊回應：「私人會議是不公開的」，並拒絕加以說明，只說他們的工作都聚焦在「有意義的氣候行動」上。賈比爾否認將COP28當做作商業交易平台，但是氣候活動人士不滿他的聲明，懷疑COP28與ADNOC是否公私不分。
一項分析發現，至少有 2,456 名 COP28 與會者是化石燃料遊說者，獲得的通行證比最容易受到氣候變遷影響的 10 個國家還要多。 樂施會的分析發現，有 34 位億萬富翁（總資產約 $4,950 億美元）作為代表出席了 COP28； 其中四分之一的人在「高污染產業」賺錢。
COP28 顧問委員會成員希爾達·海妮 (Hilda Heine) 在有報道稱蘇丹阿爾·賈比爾試圖利用會議達成石油和天然氣交易後辭職。 她說：“這些行為破壞了締約方會議主席和整個進程的完整性。” 她說，阿爾·賈比爾可以透過提供表明阿聯酋致力於逐步淘汰化石燃料的結果來重新獲得人們對這一過程的信任。

### 碳足跡
一些評論者批評了 COP28 擁有超過 70,000 名認可與會者的事實，以及許多人使用私人飛機參加的事實。 據估計，這次會議的碳足跡是所有氣候高峰會中最大的。

### 壓制抗議活動
2023年12月11日，印度環保少女Licypriya Kangujam走到COP28會議主舞台，舉著「終結化石燃料，拯救我們的地球及未來」的標語，並發表簡短演說，在一陣掌聲後被保全人員請出場外；Kangujam說她被禁止參與COP28後續活動。人權觀察組織表示此舉「令人震驚」，其他活動人士也批評阿聯對於抗議活動的控制過於嚴格。COP28的抗議活動侷限在會場「藍區」周邊，因為藍區屬於聯合國管轄故而不適用當地法律。當地活動人士利用這一點把COP28當成人權示威平台，在阿聯實屬罕見。

## 外部連結
COP28官方網站 （页面存档备份，存于）
UNFCCC COP28 （页面存档备份，存于）
全球盤點 （页面存档备份，存于）